# Siljan (jezioro w Szwecji)
Siljan – jezioro i krater uderzeniowy w Szwecji. Położone w środkowej części kraju w regionie
Dalarna. Jest szóstym (354 km² – gdy jezioro Siljan liczone łącznie z przyległymi jeziorami Orsasjön i Insjön) albo siódmym (292 km² – gdy Siljan liczone samodzielnie) co do wielkości powierzchni jeziorem Szwecji i największym znanym kraterem uderzeniowym w Europie (poza Rosją).
Największe miasto położone nad jeziorem Siljan to Mora.

## Krater
Jezioro powstało na obrzeżu krateru meteorytowego. Krater ten, obecnie znacznie zerodowany, miał początkowo przypuszczalnie średnicę około 55 km i jest największym znanym obecnie (2014) kraterem uderzeniowym w Europie (poza Rosją). Powstał około 377 mln lat temu (w dewonie).